# Scheloribates humeratus
Scheloribates humeratus är en kvalsterart som först beskrevs av Hull 1916.  Scheloribates humeratus ingår i släktet Scheloribates och familjen Scheloribatidae. Inga underarter finns listade i Catalogue of Life.